# Аннеке ван Гірсберген
Аннеке ван Гірсберген (нід. Anneke van Giersbergen, МФА: [ˈɑnəkə vɑn'ɣiːrzˌbɛrɣə(n)]) — нідерландська співачка, авторка пісень і гітаристка. Набула популярності в усьому світі як солістка рок-гурту The Gathering між 1994 і 2007 роками, має також сольну кар'єру.
Аннеке народилася 8 березня 1973 року в місті Сінт-Міхельсгестел, Нідерланди. Співає з семи років. У 12 років записалася у шкільний хор. Пізніше, відчуваючи бажання краще співати, почала брати уроки співу. У цей час вона змінила декілька невеликих невідомих гуртів, поки не приєдналася до дуету Bad Breath, стиль яких варіювався між блюзом, джазом, фолком, фанком. У 1994 році приєдналася до гурту The Gathering, у якому співала до 2007 року. Залишивши гурт, стала виступати у проєкті Agua de Annique. Також співала як сесійна вокалістка в гуртах Lawn, The Farmer Boys, Ayreon, Napalm Death. Активно співпрацювала з Девіном Таунсендом.

## Біографія

### Ранні роки
Аннеке ван Гірсберген народилася в невеликому нідерландському містечку Сінт-Міхельсгестел. Вона почала співати у віці 7 років, коли взяла участь у музичному конкурсі. У 12 років співала у шкільному хорі, з яким гастролювала по Франції. Пізніше брала уроки співу і приєдналася до кількох гуртів. У 1992 році вона заснувала дует Bad Breath із гітаристом і співаком Денізом Кагдасом (Deniz Cagdas), музика якого переважно базувалася на блюзі, джазі, фолку та фанку. У 1994 році приєдналася до гурту The Gathering, і найбільш відома завдяки своїй роботі з ним.

### The Gatheringта кілька спільних робіт (1995—2006)
У 1998 році Аннеке виконала вокальні партії на концептуальному альбомі гурту Ayreon Into the Electric Castle, присвяченому інопланетній сутності, яка «викрадає» вісім людських душ з різних часів. Аннеке зобразила єгиптянку епохи фараонів.
У 2006 році Аннеке з'явилася на альбомі Icon II: Rubicon, випущеному у 2006 році членами гурту Asia Джоном Веттоном та Джеффрі Даунсом; вона співала у треках To Catch a Thief та Tears of Joy. Вона також з'являється на альбомі Smear Campaign грайндкор-дез-метал-гурту Napalm Death у треках Weltschmerz і In Deference, де радше розмовляє, а не співає «для більшого ефекту і доречності треку».
У червні 2006 року епік-рок-гурт Globus випустив альбом Epicon, до якого увійшли вокальні й авторські записи Аннеке. Вона стала співавторкою слів пісні Mighty Rivers Run і виконала в ній вокальну партію, а також співала дуетом із Крістін Наварро (Christine Navarro) у його заголовній пісні Diem Ex Dei.

### Вихід ізThe Gathering, створенняAgua de Anniqueта подальші спільні роботи (2007—2011)
5 червня 2007 року було оголошено, що Аннеке покине The Gathering у серпні 2007 року, щоб приділяти більше часу своїй родині і зосередитися на своєму новому проєкті Agua de Annique. Під цією назвою вона випустила три альбоми: Air (2007), Pure Air та In Your Room (обидва 2009 року). 24 листопада 2007 року в Ейндховені Аннеке виконала пісню Somewhere дуетом із Шарон ден Адель із гурту Within Temptation. 7 лютого 2008 року її виконання цієї пісні на арені Rotterdam Ahoy увійшло до концертного DVD-диска Within Temptation Black Symphony.
Аннеке співає на альбомі гурту Ayreon 01011001, який вийшов на початку 2008 року. Персонаж, якого вона зображує, є одним із Вічних — інопланетною істотою тієї ж раси, яка викрала її персонажа з альбому Into the Electric Castle. Також вона співає в пісні Scorpion Flower з альбому Night Eternal (2008) гурту Moonspell. 3 грудня 2008 року вона виконала цю пісню наживо разом із Moonspell у клубі 013 у Тілбурзі (Нідерланди).
Аннеке ван Гірсберген допомагала Девіну Таунсенду в роботі над альбомами Addicted (2009), Epicloud у 2012 році, Sky Blue (2014), Transcendence (2016) та Empath (2019). Крім того, вона була запрошеною вокалісткою на кількох живих концертах Devin Townsend Project, зокрема на другому шоу із серії концертів By a Thread у 2011 році та на концерті The Retinal Circus у 2012-му. Вони обидва були видані на DVD.
Аннеке з'явилася як запрошена вокалістка на дебютному альбомі The Human Experimente — проєкті, у якому також взяли участь Роберт Фріпп (King Crimson), Джон Веттон (Asia, King Crimson), Мейнард Джеймс Кінен (Tool, A Perfect Circle, Puscifer), Адріан Белью, U-G-O із Шоном Кінгстоном і Денном Персі (Globus, Vantan).
У 2011 році ван Гірсберген співпрацювала з Йоавом Ґореном над піснею «The Promise» — головною піснею Break From This World, другого альбому Globus. Вона стала співавтором тексту і була основною вокалісткою на треку разом із Лісбет Скотт. Аннеке виконала пісню «What Could Have Been» для дез-дум-метал-гурту Novembers Doom. Вона також з'явилася на треку Everwake в альбомі оркестрових реінтерпретацій Falling Deeper англійського прог-рок-гурту Anathema, випущеному 5 вересня 2011 року. Гастролюючи з гуртом у Південній Америці, вона виконувала «Everwake» під час концертів.

### Сольна кар'єра,The Gentle StormтаVUUR(2012 рік— дотепер)
У 2012 році Аннеке випустила сольний альбом Everything Is Changing, а у 2013 році — Drive.
22 квітня 2014 року Ар'єн Лукассен повідомив, що його наступним проєктом буде співпраця з ван Гірсберген. Це їхня третя спільна робота після альбомів Into the Electric Castle і 01011001 гурту Ayreon. Ар'єн описав його як «епічний альбом із подвійною концепцією, поєднанням „класики й металу“ та „акустичного фолку“». Проєкт дістав назву The Gentle Storm. Альбом вийшов у 2015 році.
Пізніше, у 2015 році, ван Гірсберген знову співпрацювала з Лукассеном, зобразивши персонаж Страх в мюзиклі The Theater Equation, що складається з трьох показів напівпостановочної версії альбому Ayreon The Human Equation. Вокал для Страху на альбомі спочатку записав Мікаель Окерфельдт.
У лютому 2016 року Аннеке випустила спільний альбом з ісландським гуртом Árstíðir під назвою Verloren Verleden.
У вересні 2017 року Аннеке виступила в серії концертів Ayreon Universe в клубі 013 у Тілбурзі.
У 2018 році Аннеке виконала пісню «Amongst Stars» з альбому Queen of Time фінського хеві-метал-гурту Amorphis, а також знялася в офіційному відеокліпі. Вона також виступила на двох концертах разом із гаазьким Резиденц-оркестром, виконавши пісні різних етапів своєї кар'єри. Пізніше, у жовтні 2018 року, вони вийшли на концертному альбомі Symphonized.
У 2019 році ван Гірсберген відвідала з концертами міста Нідерландів у рамках акустичного театрального туру Inchecken, виконавши разом із колегою по гурту VUUR Феррі Дуйсенсом (Ferry Duijsens) сет-лист, що охоплює всю її музичну кар'єру. Тур проходив у більш ніж 40 голландських театрах, гастролі тривали з січня по березень. У 2019 році вона також приєдналася до північноамериканського туру Amorphis і Delain, виконавши сольний сет-лист, а також пісню «Amongst Stars» разом з Amorphis під час їхнього виступу. 16 листопада вона оголосила про вихід свого нового сольного альбому під назвою The Darkest Skies Are the Brightest, який вийшов 26 лютого 2021 року.

## Музичні вподобання та вплив
Музичні вподобання Аннеке ван Гірсберген — класична та джазова музика, але найбільше вона любить рок і попмузику. Серед її кумирів — Прінс, Елла Фіцджеральд, Том Йорк (гурт Radiohead), Бет Гіббонс (гурт Portishead).

## Особисте життя
Одружена з Робом Снейдерсом (Rob Snijders). 20 лютого 2005 року народила сина, якого назвали Фінн.
Аннеке ван Гірсберген не є родичкою нідерландської співачки Діани ван Гірсберген.

## Акомпануючий гурт
- Роб Снейдерс (Rob Snijders) — ударні
- Аннеліс Куйстерс (Annelies Kuijsters) — клавішні
- Юст ван Хаарен (Joost van Haaren) — бас
- Феррі Дуйсенс (Ferry Duijsens) — гітари
- Гійс Коолен (Gijs Coolen) — гітари

## Дискографія

### Альбоми

#### ЗAgua de Annique
- 2007: Air[en][32]
- 2009: Pure Air[en][33]
- 2009: In Your Room[en][34]

#### ЯкAnneke van Giersbergen
- 2012: Everything Is Changing[en][35]
- 2013: Drive[en][36]
- 2021: The Darkest Skies Are the Brightest[en][37]

#### Спільні альбоми
- 2009: In Parallel (з Danny Cavanagh) [Live][38]
- 2011: De beer die geen beer was (з Martijn Bosman)[39]
- 2016: Verloren Verleden — with Árstíðir[40]

#### Концертні альбоми
- 2010: Live in Europe[41]
- 2018: Symphonized (з Residentie Orkest The Hague)[42]
- 2020: Let the Light In (з Kamerata Zuid)[43]